# New Bomb Turks
New Bomb Turks és un grup estatunidenc de punk rock format a la Universitat Estatal d'Ohio de Columbus l'any 1990. Els seus primers enregistraments van aparèixer als segells Datapanik, Sympathy For The Record Industry, Get Hip i Bag of Hammers. Amb Crypt Records va publicar !!Destroy-Oh-Boy!!, Information Highway Revisited, and Pissing Out The Poison. Aleshores Epitaph Records els va fitxar i va publicar els LP Scared Straight, At Rope's End i Nightmare Scenario. Gearhead Records va publicar el seu següent àlbum, The Night Before the Day the Earth Stood Still.
El nom del grup fa referència al personatge principal, Newbomb Turk, de la pel·lícula de 1980 The Hollywood Knights, interpretat per Robert Wuhl.
El 2010, el cantant Eric Davidson va escriure We Never Learn: The Gunk Punk Undergut, 1988-2001, un llibre que narra el moviment punk underground entre 1988 i 2001, en particular l'era gunk punk d'enregistraments garage punk i blues punk.

## Discografia

### Àlbums
- !!Destroy-Oh-Boy!! (1993)
- Information Highway Revisited (1994)
- Pissing Out the Poison: Singles & Other Swill... (1995)
- Scared Straight (1996)
- At Rope's End (1998)
- Nightmare Scenario (2000)
- The Big Combo (2001)
- The Night Before the Day the Earth Stood Still (2002)
- Switchblade Tongues & Butterknife Brains (recopilatori, 2003)

### EP
- Drunk On Cock (1993)
- Berühren Meiner Affe (1999)
- The Blind Run (2000)